# 臺東縣關山鎮立圖書館
台東縣關山鎮立圖書館為台東縣關山鎮成立的公共圖書館，隸屬於關山鎮公所，總館位於台東縣關山鎮自強路66號。

## 沿革
1987年，台灣省政府為了各鄉鎮普設圖書館，補助關山鎮400萬元經費設立圖書館，隔年選址在當時的里壠公園中，新建一座2層樓建築供圖書館使用，於1989年9月16日正式開館營運。1996年獲當時的行政院文化建設委員會補助400萬，後用於將該館2樓增設展演場地，供辦理展演活動使用。

## 空間
圖書館為2層樓高的建築，一樓設有服務台、視聽區、期刊室、兒童圖書室、網路資訊區，二樓設成人圖書館、展覽區、研習室、自修室。室外還有廣場空間約3000平方公尺。

## 特色
門口有座「竹子小熊」臺灣黑熊公仔，頭上插著竹子，用來紀念一隻被捕獲後送至關山國小豢養的臺灣黑熊，最後因破籠逃脫而被殺害，提醒大家要有保育概念。